# Bauernhof Messner

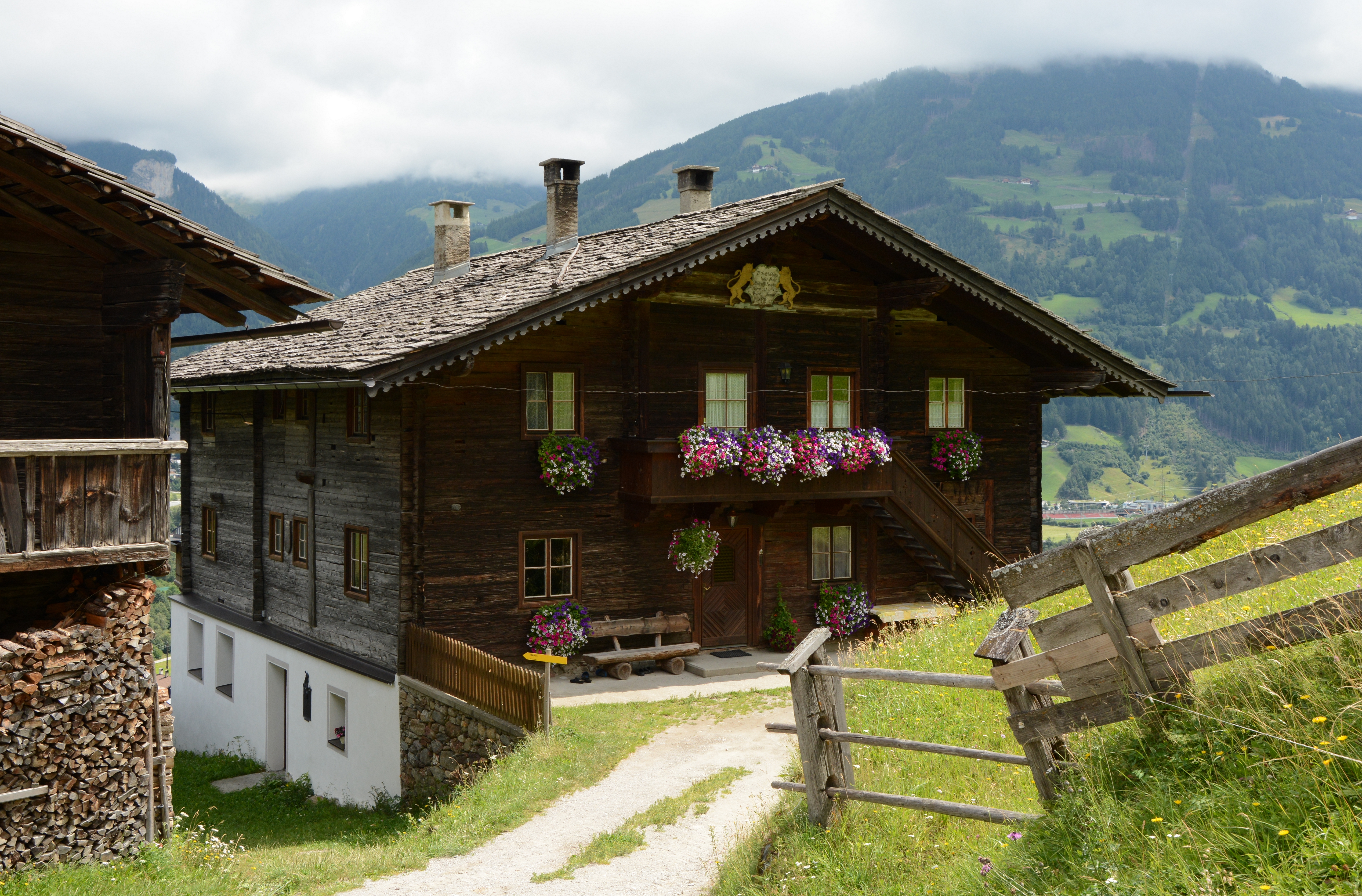
Der Messnerhof

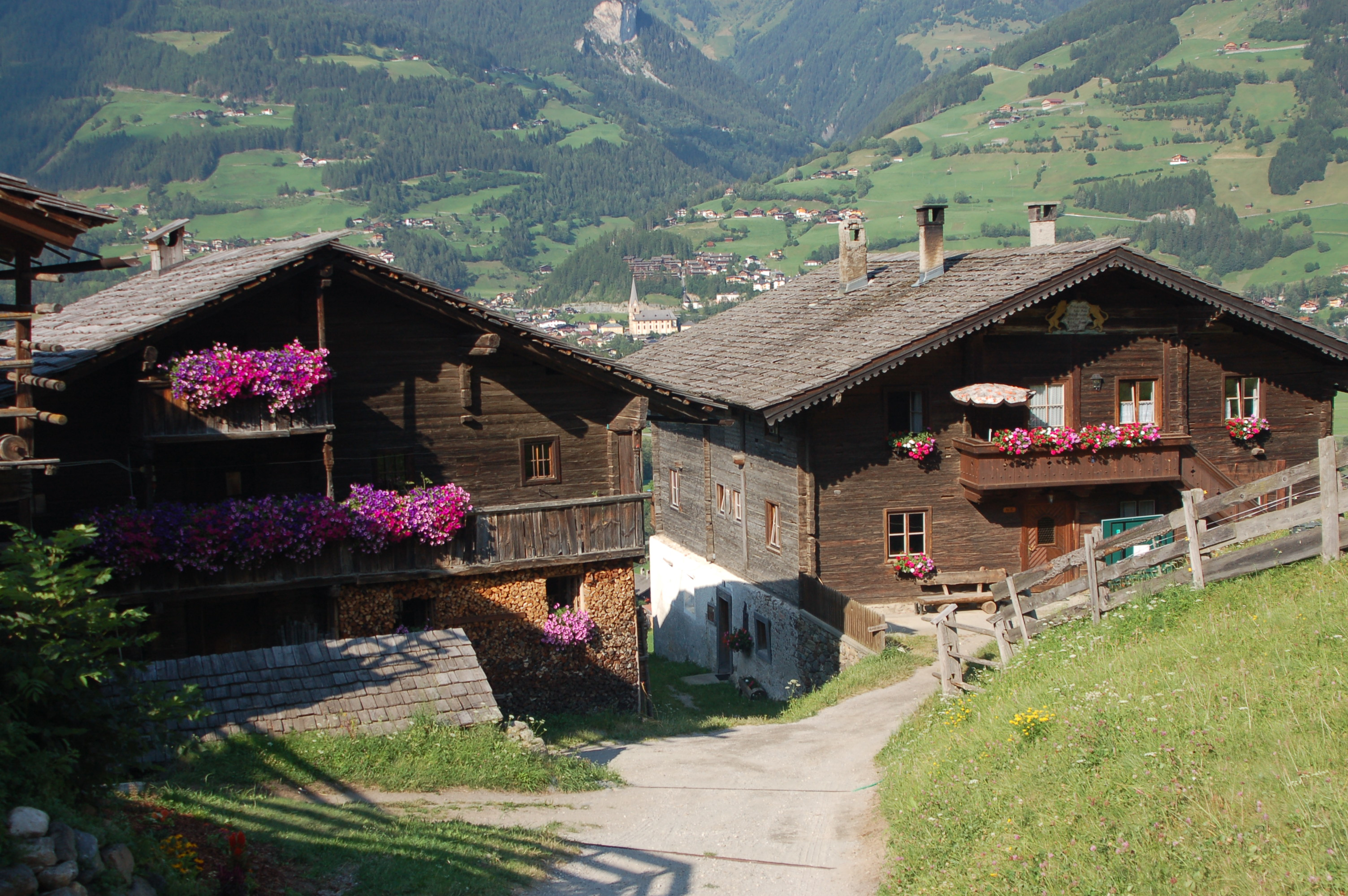
Der Bauernhof Messner mit dem hangseitigen, ehemaligen Wirtschaftsteil (rechts) und der Bauernhof Klabiner (links)

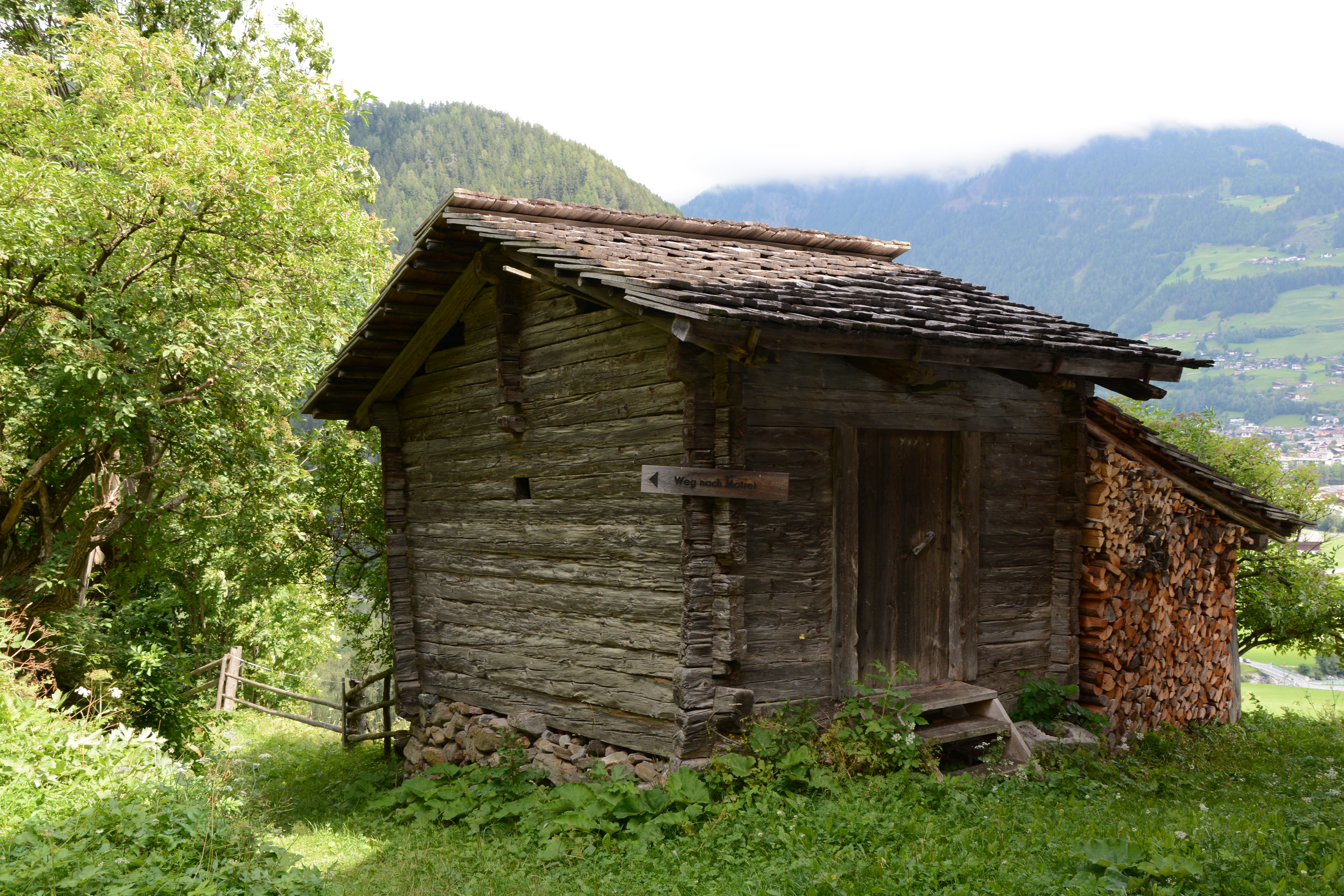
Kornkasten des Messnerhofes

Der Bauernhof Messner ist ein Bauernhof in der Fraktion Ganz der Gemeinde Matrei in Osttirol. Der Bauernhof bildet zusammen mit dem benachbarten Bauernhof Klabiner ein bäuerliches Ensemble. Der Messnerhof ist eines der 43 Objekte der Gemeinde unter Denkmalschutz (Listeneintrag). Der Kornkasten des Messnerhofes wurde vom Bundesdenkmalamt ebenfalls separat denkmalgeschützt (Listeneintrag).

## Lage und Ensemble
Der Bauernhof Messner befindet sich in der Fraktion Ganz, die südwestlich des Matreier Marktes liegt. Der Bauernhof selbst wurde nördlich bzw. knapp unterhalb der Filialkirche St. Nikolaus errichtet. Westlich des Messnerhofes (Ganz Nr. 15) schließt sich der Bauernhof Klabiner (Ganz Nr. 14), ein Paarhof mit Brunnenhäuschen, an, etwas nördlich liegt das Haus Ganz Nr. 17. Der Messnerhof besteht aus einem Einhof und einem zugehörigen Kornkasten.

## Bauwerk
Der Bauernhof Messner war wie der benachbarte Klabinerhof bis zur Aufhebung der Grundherrschaft ein Freistiftgut des Matreier Pfarrwidums. 1871 wurde hier der Bildhauer Virgil Rainer geboren. Beim Bauwerk selbst handelt es sich um einen wuchtigen Einhof in Mischbauweise, der 1798 errichtet und im Jahr 1865 aufgestockt wurde. Der quergeteilte Einhof mit firstquerendem Hof zwischen Wohn- und Wirtschaftsteil wird durch ein brettergedecktes Pfettendach geschützt. Im zweigeschoßig, senkrecht zum Hang errichteten Hof wurde der Wohnteil talseitig angeordnet und als Mittelflurgrundriss ausgeführt, der hangseitige Wirtschaftsteil wurde später zu Wohnzwecken umgebaut. In der Stube des Bauernhofes befindet sich eine neugotische Täfelung aus dem Jahr 1898 sowie ein gemauerter Tonnenofen.
Der Kornkasten des Messnerhofes ist ein eingeschoßiger, würfelförmiger Blockbau mit brettergedecktem Blockpfettendach und traufseitiger Bohlentüre. Er wurde vermutlich im 18. Jahrhundert auf einem Trockenmauerfundament erbaut.